# Ким Джон У
Ким Джон У (кор. 김정우?, 金正友?; 9 мая 1982, Сеул, Республика Корея) — южнокорейский футболист, центральный полузащитник. Выступал за сборную Республики Корея.

## Биография
Выпускник Университета Корё.

### Клубная карьера
Свою профессиональную карьеру Ким Джон У начал в клубе «Ульсан Хёндэ», за который он отыграл три сезона. В 2006 году Ким решил попробовать себя в иностранном чемпионате, перейдя в японский «Нагоя Грампус», но проведя в нём два года он вернулся в Южную Корею. В 2008 и 2009 годах Ким выступал за «Соннам Ильхва Чхонма», а в 2010 году перешёл в «Кванджу Санму Финикс».

### Карьера в сборной
В национальной сборной Ким Джон У дебютировал 19 октября 2003 года в матче со сборной Вьетнама. Всего Ким провёл в составе сборной 72 официальных матча и забил в них 6 голов. В составе сборной Южной Кореи Ким участвовал в Олимпиаде 2004, Олимпиаде 2008, Кубке Азии 2007 и чемпионате мира 2010.